# 辣妹愛宅男
《辣妹愛宅男》（英語：She's Out of My League）是2010年的一部美國浪漫喜劇電影。由Jim Field Smith導演，Jay Baruchel和Alice Eve主演。製作公司是帕拉蒙和夢工廠。電影于2008年製作。在2010年3月12日首映。這部電影也得到兩極的評價。

## 外部連結
- 官方网站
- 互联网电影数据库（IMDb）上《辣妹愛宅男》的资料（英文）
- AllMovie上《辣妹愛宅男》的资料（英文）
- Box Office Mojo上《辣妹愛宅男》的資料（英文）
- 爛番茄上《辣妹愛宅男》的資料（英文）